# Miguel Strogoff
Miguel Strogoff (título original: Michel Strogoff. De Moscou à Irkoutsk) es una novela del escritor francés Julio Verne. Prepublicada en la Magasin d’Education et de Récréation del 1 de enero (volumen 23, número 265) al 15 de diciembre de 1876 (volumen 24, número 288) y publicada en dos tomos simultáneamente (14 de agosto y 6 de noviembre de 1876) y como un volumen doble el 13 de noviembre del mismo año (donde incluía el cuento "Un drama en México").
Junto con La vuelta al mundo en 80 días, representó el mayor éxito comercial de Verne, ya que fue rápidamente llevada al teatro y fue un éxito de ventas.
En plena invasión tártara de Rusia, un correo del zar se ve obligado a atravesar Siberia para advertir al hermano del zar de los planes del traidor Ogareff, a la vez que debe evitar ser reconocido por su madre y ha de esconder sus sentimientos hacia una joven a la que conoce durante el trayecto.

## Argumento
Sacando provecho de la amnistía que el zar le había concedido (el libro no identifica al zar, pero es claramente Alejandro II), Iván Ogareff, militar retirado y exiliado, instiga una invasión de Siberia por los tártaros. Impulsado por su deseo de venganza, Ogareff convence al emir de Bujara, Féofar Khan, y a otros khanes del Turquestán libre de llevar a cabo tamaña empresa. No obstante, todo su odio recae sobre el hermano del zar, el Gran Duque, acantonado en Irkutsk, la capital de Siberia Oriental. El Gran Duque no le conoce personalmente, aunque ha sido la autoridad que lo ha mandado al exilio.
Los tártaros cortan los cables telegráficos en la ciudad de Tomsk, más allá de los Urales, para impedir la comunicación entre el zar y su hermano. Sin embargo, los hombres del zar han descubierto el plan de Ivan Ogareff de entrar en Irkutsk con un nombre falso para ganarse la confianza del Gran Duque y, luego, cuando lo juzgara oportuno, acabar con su vida y entregar la ciudad a los tártaros. 

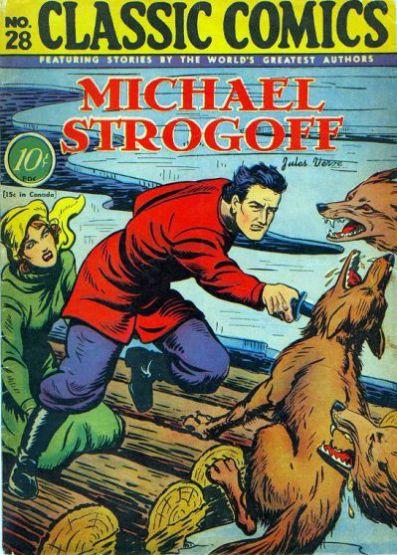
Adaptación de Classic Comics.

Se requieren los servicios de un expedito correo que recorra las 5200 verstas (4.200 km aprox.) que separan Moscú de Irkutsk, que suponen un vasto territorio plagado de amenazas. Para esta ardua hazaña, el general Kissof postula a Miguel Strogoff, un valiente joven siberiano, oficial de correos del zar.
Miguel Strogoff cruzará Rusia empleando todos los medios disponibles, dotado de un permiso especial y de una identificación distinta a la propia. Advertido por el mismo zar, jamás debe revelar su propósito, y, sobre todo, debe desconfiar del traidor Ivan Ogareff. Pronto conocerá a Nadia Fedor, una joven de origen livoniano que, tras la muerte de su madre en las provincias bálticas, anhela reencontrarse con su padre, desterrado en Irkutsk. Las circunstancias les harán compañeros de viaje, y se cruzarán también con Alcides Jolivet y Enrique Blount, periodistas encargados de documentar la invasión. Miguel Strogoff se verá obligado a soportar duras pruebas a fin de lograr su cometido.

## Personajes
- Miguel Strogoff: hombre siberiano de treinta años con rasgos caucásicos, porta un mensaje del zar, en el que se advierte de la invasión tártara. Tiene que cruzar toda la Siberia en los meses de verano y pasar desapercibido ante muchos enemigos.
- Nadia Fedor: es una joven que se dirige a Irkutsk para reunirse con su padre, que está exiliado en esa ciudad.
- Alcide Jolivet: es un periodista francés. Su mayor virtud es ver todo, y es muy parlanchín.
- Harry Blount: es un periodista inglés. Publica sus notas en el Daily Telegraph. Su mayor virtud es escuchar todo, y es muy reservado, en contraparte de su colega francés.
- Iván Ogareff: traidor que dirige sus tropas tártaras al este. Quiere matar al Gran Duque, para así entregar Rusia a los tártaros.
- Marfa: madre de Miguel Strogoff
- Feofar Kan: líder de la rebelión. Dirigía a las tribus kirguises.
- Zar: zar de Rusia, es el huésped de una fiesta en el Palacio Nuevo, en Moscú, y quien envía a Miguel Strogoff a Irkutsk.
- General Kissof: jefe de la policía moscovita.
- Nicolás Pigassof: funcionario que trabaja en una estación de telégrafos y, más tarde, ayuda a Miguel Strogoff y a Nadia en una parte de su travesía por la estepa.
- Basili Fedor: padre de Nadia.
- Sangarra: ayudante de Iván Ogareff.

## Capítulos

### Primera parte
- I Una fiesta en el Palacio Nuevo
- II Rusos y tártaros
- III Miguel Strogoff
- IV De Moscú a Nijni-Novgorod.
- VI Hermano y hermanit
- VII Descendiendo el Volga.
- VIII Remontando el Kama.
- IX En tarentas noche y día.
- X Una tormenta en los montes Urales.
- XI Viajeros en apuros.
- XII Una provocación.
- XIII Por encima de todo, el deber.
- XIV Madre e hijo.
- XV Las ciénagas de la Baraba.
- XVI Un último esfuerzo.
- XVII Versículos y salmos.

### Segunda parte
- I Un campamento tártaro.
- II La actitud de Alcides Jolivet.
- III Golpe por golpe.
- IV La entrada triunfal.
- V Mira con los ojos bien abiertos, ¡mira!
- VI Un amigo en el camino.
- VII El paso del Yenisei.
- VIII Una liebre que cruza el camino.
- IX En la estepa.
- X Baikal y Angara.
- XI Entre dos orillas.
- XII Irkutsk.
- XIII Un correo del Zar.
- XIV La noche del 5 al 6 de octubre.
- XV Conclusión.

## Espacios recorridos[3]
- Nizhni Nóvgorod
- Kazán
- Perm
- Ekaterimburgo
- Omsk
- Tomsk
- Río Yeniséi
- Irkutsk

## Adaptaciones
- Anexo:Adaptaciones de la novela "Miguel Strogoff"